# United Nations Protection Force
United Nations Protection Force (UNPROFOR) var den första fredsbevarande FN-styrkan i forna Jugoslavien under de jugoslaviska krigen. Den existerade från början av FN:s inblandning i februari 1992 till dess omstrukturering till andra styrkor i December 1995. UNPROFOR verkade fram till Daytonavtalet fastslogs.

## Deltagare
UNPROFOR bestod av nästan 39 000 man, 320 av dem dödades i tjänsten. Den bestod av trupper från Argentina, Bangladesh, Belgien, Brasilien, Kanada, Colombia, Tjeckien, Danmark, Egypten, Estland, Finland, Frankrike, Tyskland, Ghana, Indien, Indonesien , Irland, Italien, Jordanien, Kenya, Litauen, Malaysia, Nepal, Nederländerna, Nya Zeeland, Nigeria, Norge, Pakistan, Polen, Portugal, Ryssland, Slovakien, Spanien, Sverige, Schweiz, Tunisien, Turkiet, Ukraina, Storbritannien och USA.
UNPROFOR:s befälhavare var:
- Generallöjtnant Satish Nambiar (Indien), från mars 1992 till mars 1993
- Generallöjtnant Lars-Erik Wahlgren (Sverige), från mars 1993 till juni 1993
- General Jean Cot (Frankrike), från juni 1993 till mars 1994
- Generallöjtnant Bertrand de Sauville de La Presle (Frankrike), från mars 1994 till mars 1995
- Generallöjtnant Bernard Janvier (Frankrike), från mars 1995 till januari 1996

Prominenta officerare:
- Generalmajor Lewis MacKenzie (Kanada) Sektor Sarajevo 1992
- General Philippe Morillon (Frankrike) från oktober 1992 till juli 1993
- Generallöjtnant Francis Briquemont (Belgien) ? till 17 januari 1994
- Generallöjtnant Sir Michael Rose (Storbritannien) från 17 januari 1994 till 25 februari 1995, chef Bosnia Command i Kiseljak.
- Generallöjtnant Rupert Smith (Storbritannien) från 25 februari 1995

## Sverige och UNPROFOR
Som första svenska styrka anlände den 10 mars 1992 ett stab/tross-kompani med chef major Söderberg till Sarajevo. JK01
I januari 1993 sätts Nordbat upp (Nordic Battalion), ett samnordiskt förband bestående av ett mekaniserat skyttekompani från vardera Sverige, Norge och Finland samt ett gemensamt stab och trosskompani från dessa länder under ledning av Öv Jan-Gunnar Isberg och anländer till Makedonien. MA01
Tre svenska pansarskyttekompanier, ett stab och trosskompani, ett stridsvagnskompani och ett fältsjukhuskompani deltog i den svensk-danska bataljonen, Nordbat 2, som under hösten 1993 kom till Bosnien och Hercegovina under ledning av Ulf Henricsson som en del av UNPROFOR. BA01 De svenska Bosnienbataljonerna som verkade i Bosnien under denna tiden var BA01 till BA05. Från BA02 ingick även ett stabs/ingenjörskompani i bataljonen.
Under slutet av BA02 utökas bataljonen med ett skyttekompani från den svenska delen av Nordbat i Makedonien. Detta kompani benämns 7:e skyttekompaniet på plats i Bosnien där det initialt grupperas på Tuzla Air Base.